# Transkei
Transkei (ungefär "bortom floden Kei") var under apartheidtiden ett av två bantustan i södra Sydafrika för människor med xhosa som modersmål.
Enligt apartheid skulle svarta bli medborgare i olika självständiga bantustan. Transkei var en "självständig" stat, som endast erkändes av Sydafrika. Transkei styrdes de jure av olika svarta ledare, men de facto styrdes staten av den sydafrikanska regeringen. I Transkei hade man bland annat eget parlament, egen regering, egna frimärken, poliser och gränskontroller. Området blev en ordinarie del av Sydafrika 1994 för att uppgå i Östra Kapprovinsen i den administrativa reformen 1994.
Det andra hemlandet för xhosa-talare var Ciskei.